# Meadow (Utah)
Meadow és una població dels Estats Units a l'estat de Utah. Segons el cens del 2000 tenia 254 habitants.

## Demografia
Segons el cens del 2000, Meadow tenia 254 habitants, 94 habitatges, i 72 famílies. La densitat de població era de 196,1 habitants per km².
Dels 94 habitatges en un 34% hi vivien nens de menys de 18 anys, en un 67% hi vivien parelles casades, en un 7,4% dones solteres, i en un 23,4% no eren unitats familiars. En el 23,4% dels habitatges hi vivien persones soles el 17% de les quals corresponia a persones de 65 anys o més que vivien soles. El nombre mitjà de persones vivint en cada habitatge era de 2,7 i el nombre mitjà de persones que vivien en cada família era de 3,22.
Per edats la població es repartia de la següent manera: un 32,3% tenia menys de 18 anys, un 7,1% entre 18 i 24, un 22,8% entre 25 i 44, un 16,5% de 45 a 60 i un 21,3% 65 anys o més.
L'edat mediana era de 36 anys. Per cada 100 dones de 18 o més anys hi havia 100 homes.
La renda mediana per habitatge era de 26.250 $ i la renda mediana per família de 34.375 $. Els homes tenien una renda mediana de 26.000 $ mentre que les dones 26.250 $. La renda per capita de la població era de 13.378 $. Entorn del 6,6% de les famílies i el 8,4% de la població estaven per davall del llindar de pobresa.

## Poblacions més properes
El següent diagrama mostra les poblacions més properes.